# 10969 Perryman
10969 Perryman è un asteroide della fascia principale. Scoperto nel 1971, presenta un'orbita caratterizzata da un semiasse maggiore pari a 2,7982813 UA e da un'eccentricità di 0,1538281, inclinata di 8,62842° rispetto all'eclittica.